# 京都フィナンシャルグループ
株式会社京都フィナンシャルグループ（きょうとフィナンシャルグループ）は、京都府京都市下京区に本店を置く金融持株会社である。傘下に京都銀行を有する。

## 概要
2023年（令和5年）10月2日に、京都銀行の単独株式移転により持株会社として設立され、東京証券取引所プライム市場に上場した。

## 沿革
- 2023年（令和5年）10月2日 - 設立。東証プライム上場。
- 2024年（令和6年）6月 - 積水リースを子会社化[4][5]。

## グループ会社
直接出資会社は9社。京都銀行が保有する子会社株式を当社に現物出資した。
- 株式会社京都銀行
  - 京都信用保証サービス株式会社
  - スカイオーシャン・アセットマネジメント株式会社（持分法適用関連会社）
- 烏丸商事株式会社
- 京都クレジットサービス株式会社
- 京銀カードサービス株式会社
- 京銀リース・キャピタル株式会社
- 株式会社京都総研コンサルティング（旧 株式会社京都総合経済研究所）
- 京銀証券株式会社
- 京都キャピタルパートナーズ株式会社
- 積水リース株式会社